# 錫福宮
24°54′25″N 121°08′34″E / 24.907044°N 121.142672°E
錫福宮，是位於臺灣桃園市楊梅區紅梅里的三官大帝廟，在1994年因欲重建廟宇砍除後山樹群，而引起護樹運動。

## 歷史沿革

### 早期歷史
此廟興建於同治元年（1862年），香火與湖口三元宮、波羅汶三元宮、三湖三元宮一樣都來自新竹縣新豐鄉、主祀三官大帝的中崙溪南三元宮，另一說來自頭重溪三元宮。1912年，遷地於伯公山山麓，並合祀福德正神，於1917年竣工，正式更名為「錫福宮」。今廟址為楊梅區紅梅里10鄰大華街172號之1。舊廟在1943年毀於火災，改為為日本軍用稻草袋供應處。
戰後時期，仕紳鍾和桂提出再建，而於1958年落成。伯公山的伯公祠也遷至他處。1953年，萬華集義軒、林業試驗所贈寫有「一」字的匾額。1971年重整廟貌。

### 護樹運動
1991年信徒大會通過拆除重建決議。1994年起，廟方將神明遷移至鐵皮屋內，準備重建廟宇。此新廟規劃為「現代販厝式建築」，計畫設計有電梯，讓信徒可到地下街小吃用餐。
來自外地的學生發現廟方在重建廟宇計畫中，要砍除廟後的伯公山老樹，因此在1994年引起護樹、保護地方文化運動。在1990年，楊梅鎮公所就決定將裡面兩棵交錯重疊生長的大葉榕、樟樹提報縣府列入保護。陳板、曾年有、彭啟原等幾位青年向有關機構求援，但得不到幫助，遂組成名為「伯公山自救會」的組織，以「保廟、護山、救樹」作訴求，也獲得當地居民的聲援。他們為即將被砍的老樹披上寫有「樹神」的紅衣，並在四周掛起抗議布條。
廟方原先對於這些外來客十分不滿，直到地方耆老出頭，不得不和自救會協調，初次協議廟方將砍樹改為移樹，但通常移植的老樹存活率並不高，因此自救會不同意移樹之議。廟方拒絕協調，趁夜拆下廟內雕飾錢賣給古董商，計劃在該年7月3日舉行動工儀式。7月2日《民生報》就報導新竹的竹塹聯盟聯結其它團體發起的伯公山自救會，將於該晚舉行名為「伯公山森林音樂會」的音樂會，還備有炒米粉、各式點心。此音樂會有近千位楊梅人和外地來者參與，廟方只好宣布延緩拆廟砍樹。
次年6月，楊梅文化促進會在伯公山發起第一屆楊梅百年文藝季，以「楊梅」、「人」、「土地」為主題。由兩百多位地方父老自備剪刀，特別訂製一條一百公尺長的綵帶，在伯公山高齡老樹下共同剪綵。與會人士說明自發性的社區文化離不開生活，也有待全民當自己主人。
在2012年報導時桃園縣列冊記錄的二十九棵老樹中，伯公山就佔了十一棵。

### 展開重建
因計畫重建時，廟內文物被低價變賣，引起二派人馬爭論，加上要原地整建或拆除重建也有爭議，延誤重建時程，此後即紛擾不斷，到1999年成立重建委員會才敲定重建計畫，2000年6月13日舊廟完成拆除。重建委員會主委張吉雄表示，新廟將以客家廟為藍本，預計動支2億元，並在後山規劃公共休閒設施和景觀公園。

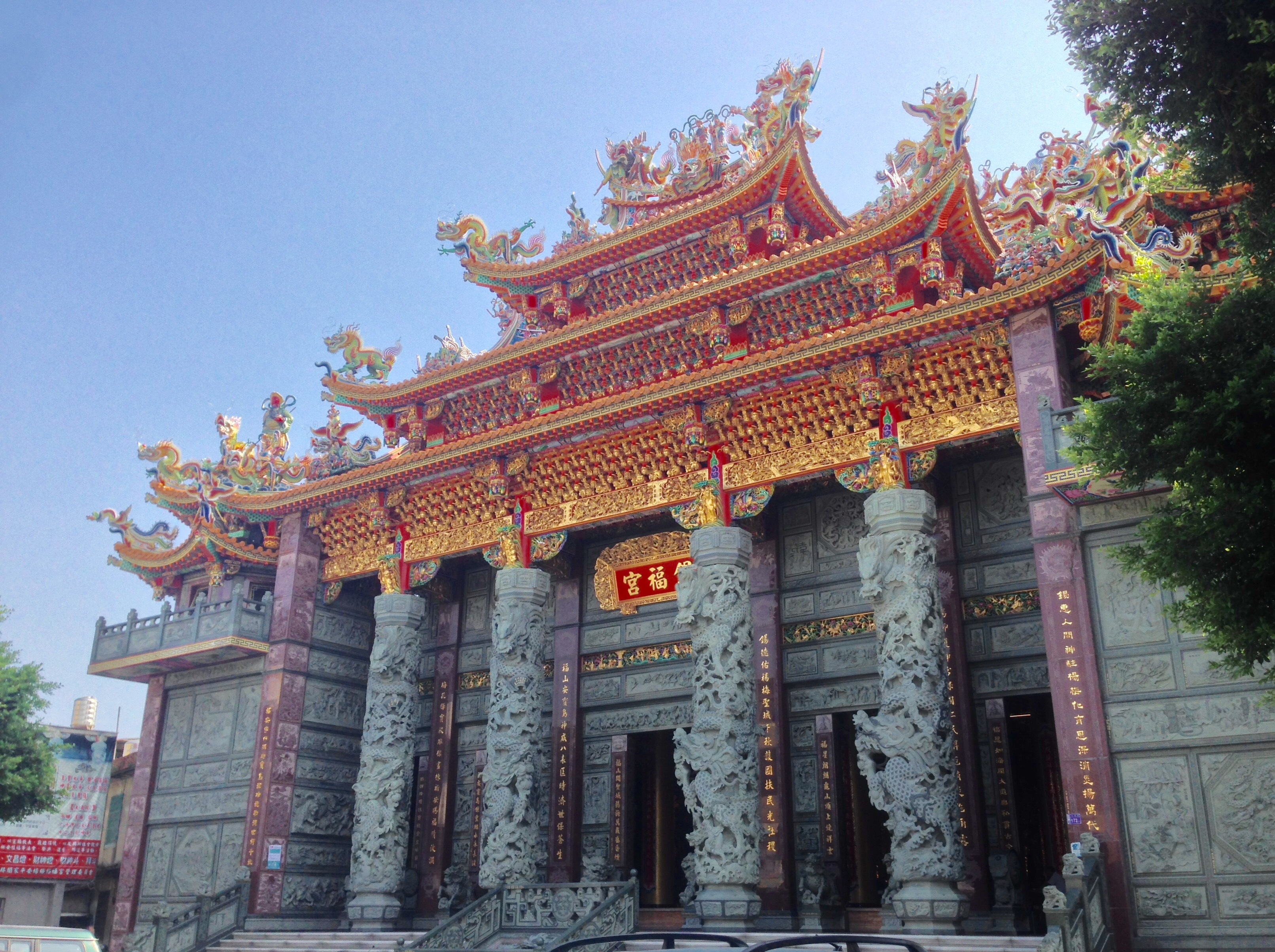
新廟廟地218坪。

新廟原申請建照有地下室設計，但部分信徒認為該處是龍穴，若設地下室會影響風水。重建委員會遂變更設計，只在前堂設地下室，後堂眾神登龕座位部分則保留原地基，完全不挖地下室，但還是有人反對，只好以投票決定。2000年11月中旬，廟方寄發五百一十五分調查函給信眾，開票結果有過半數的一百九十五票贊同闢建地下室。
重建工程一再延宕，直到2009年2月縣府核准，才終於動工，2010年10月20日舉行上梁，副縣長李朝枝、立委鄭金玲、楊梅市長彭聖富、縣議員周玉琴、李家興及多名代表、里長出席。建築分為地下1層、地上3層建築物，重建經費共2億6000萬元。

2014年11月20日辦理聖殿重建登龕安座大典。

2014年11月28日上午7點三官大帝暨列位尊神入廟歸火登龕安座。

## 祭祀活動
主神為三官大帝、配祀神農大帝、觀音菩薩、天上聖母、 文昌帝君、福德正神等。為楊梅地區的大平、楊梅、秀才、東流、梅新、紅梅、永寧、楊江、水美等九個里的信仰中心。
1958年，紅梅、楊江、永甯、太平、東流、永美、埔心、瑞塘、梅溪、楊梅等十里居民為了慶祝新廟落成，先募款廿萬元作為建醮基本用款，在農曆十月十一日排定為迎請諸神入壇、十二日唸經、十三日普渡祭典，各要道路口搭建樓牌，上演野台大戲十台以上，每戶還要宰殺毛豬一頭。當年報導時，警局還告訴《聯合報》記者說因連日來各報輿論抨擊斥資巨款，已漸漸減小聲勢。為了11月23日開始的大祭，鐵路局還在二日間增開六班次的台北至新竹間臨時旅客列車。
1963年，距離石門水庫不遠的楊梅遭遇旱災。該年4月，楊梅鎮公所對錫福宮許願求雨，但大會之後，一直並未下雨，致該地區兩次稻作均無收成。不過鄉公所依然通告全鎮居民，自11月28日下午開始一律齋戒沐浴，以及各里長、鎮民代表以及農事小組長等，須於29日上午6點，齊集錫福宮酬謝神功。此舉引起《聯合報》《黑白集》撰文指責鎮公所。
正月時廟方還會舉辦恭迎媽祖的花燈比賽，到元宵節也有閹雞比賽。